# De sanningsenligas bevis

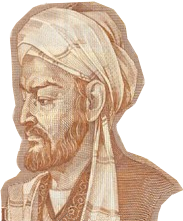
Avicenna, argumentets förespråkare, skildrad på en tadzjikisk banksedel från 1999.

De sanningsenligas bevis (arabiska: برهان الصديقين, translit. burhān al-ṣiddīqīn) är ett formellt argument för att bevisa Guds existens som introducerades av den islamiske filosofen Avicenna (även kallad Ibn Sina, 980-1037). Avicenna argumenterade att det måste finnas en "nödvändig existens" (arabiska: واجب الوجود, translit. wājib al-wujūd), en enhet som inte kan inte existera. Argumentet säger att hela serien av möjliga och kontingenta saker måste ha en orsak som inte är kontingent, för annars skulle den ingå i serien. Vidare deriverade han genom en rad argument att den nödvändiga existensen måste ha egenskaper som han identifierade med islams Gud, inklusive enhet, enkelhet, immaterialitet, intellekt, makt, generositet och godhet.
Filosofen Peter Adamson kallade argumentet för ett av de mest inflytelserika medeltida argumenten för Guds existens, och Avicennas största bidrag till filosofins historia. Det mottogs entusiastiskt och repeterades (ibland med modifikationer) av senare filosofer, inklusive generationer av muslimska filosofer, västerländska kristna filosofer såsom Thomas av Aquino och Johannes Duns Scotus, och judiska filosofer såsom Maimonides. De sanningsenligas bevis nämndes på sätt och vis av Al Farabi innan Avicenna. Men beviset blev mer fulländat genom Avicenna.

## Argumentet
Avicenna skiljer mellan en sak som behöver en extern orsak för att kunna existera - en kontingent sak - och en sak som garanteras att existera genom sin essens eller inneboende natur - en nödvändig existens. Argumentet försöker bevisa att det verkligen finns en nödvändig existens. Det gör det genom att först överväga om det motsatta kan vara sant: att allt som existerar är kontingent. Varje kontingent sak kommer att behöva något annat än sig själv för att få det till existens, vilket i sin tur behöver en annan orsak för att få det till existens, och så vidare. Eftersom detta verkade leda till en oändlig serie, konstaterade kosmologiska argument för Avicenna att någon nödvändig orsak (såsom Gud) behövs för att avsluta den oändliga kedjan. I sina två böcker al‐Mabda' wa al‐Ma'ad och Nijat presenterar Avicenna en ogiltigförklaring av att denna ytterligare orsak inte slutar med en nödvändig existens och att det skulle sluta med en oändlig serie av kontingenta saker.
I stället betraktar argumentet hela samlingen (jumla) av kontingenta saker den totala summan av alla kontingenta saker som existerar, har existerat eller kommer att existera. Avicenna argumenterar att även denna samling måste lyda den regel som gäller för en enda kontingent sak; med andra ord måste den ha något utanför sig själv som för den till existens. Denna orsak måste antingen vara kontingent eller nödvändig. Den kan dock inte vara kontingent, för om det var så skulle den redan ingå i samlingen. Således är den enda kvarstående möjligheten att en yttre orsak är nödvändig, och den orsaken måste vara en nödvändig existens.